# Wiesenhüpfmaus
Die Wiesenhüpfmaus (Zapus hudsonius), auch Feldhüpfmaus genannt, ist mit einer Körperlänge von 7 bis 8 Zentimetern und einer Schwanzlänge von 10 bis 15 Zentimetern ein mittelgroßer Vertreter aus der Ordnung der Nagetiere. Das Gewicht der Einzeltiere kann bis zu 29 Gramm betragen.

## Aussehen
Diese Tiere haben ein hellbraunes, raues Fell, der Rücken ist dunkler. Der Bauch und die Vorder- und Hintergliedmaßen sind weiß gefärbt. Der lange Schwanz ist dunkelbraun und am Ende stark gefranst. Die Vordergliedmaßen sind kurz und die Hinterbeine sind lang und kräftig gebaut. Der Kopf ist kurz und fällt flach ab. Die Ohren sind groß und stehen leicht vom Kopf ab.

## Verbreitung und Lebensraum
Die Wiesenhüpfmaus kommt in Kanada und im Norden und Nordosten der mittleren Vereinigten Staaten vor. Sie bewohnt dort die offenen Graslandschaften und Wälder.

## Lebensweise und Fortpflanzung
Die Tiere ernähren sich von Pflanzensamen, Früchten, Pilzen und Insekten, die sie am Boden finden. Sie sind meist nachtaktiv, in Wäldern sind sie aber auch am Tage anzutreffen. In den Sommermonaten bauen sie ihre Nester aus Gräsern und Blättern im dichten Unterholz. Die kräftigen Hinterbeine ermöglichen Sprünge von bis zu 2 Metern, um ihren Feinden zu entkommen. Während des Winterschlafes von Oktober bis April ruhen sie zusammengerollt in Bauten unter der Erde. Als Nahrungsreserve während der Ruhezeit dient ihnen ein dickes Fettpolster unter der Haut. Die Paarungszeit beginnt schon kurz nach dem Erwachen aus dem Winterschlaf. Die Wiesenhüpfmaus bringt meist in den Sommermonaten 2 oder 3 Mal pro Jahr 4 bis 5 Junge in einem Erdbau zur Welt. Die Tragzeit der Weibchen beträgt ungefähr 18 Tage. Die Lebenserwartung der Tiere beträgt 1 bis 2 Jahre.

## Gefährdung und Schutzmaßnahmen
Obwohl einige Unterarten gefährdet sind, ist die Art insgesamt noch nicht bedroht und wird von der IUCN als  (=least concern – nicht gefährdet) eingestuft.